# Stara Huta (Złoczew)
Stara Huta – dawna wieś położona w gminie Złoczew, powiecie sieradzkim, województwie łódzkim. Obecnie włączona w obszar miasta Złoczew. 
Według Słownika Geograficznego Królestwa Polskiego t. XI s. 218, wieś Stara Huta, to wieś włościańska położona w powiecie sieradzkim, gminie i parafii Złoczew, 22,5 wiorst od Sieradza. Ówcześnie wieś składała się z 34 domów.
Współcześnie dawna wieś obejmuje rejon ulic: Wieluńskiej (którą przebiega droga krajowa nr 45), Starowiejskiej i Dolnej, miasta Złoczew. Na południe od wsi wybudowana została droga szybkiego ruchu S8 oraz powstał węzeł drogowy z DK45 (Węzeł Złoczew). Na końcu Ulicy Starowiejskiej znajduje się niewielki staw.